# الدولة الإسلامية

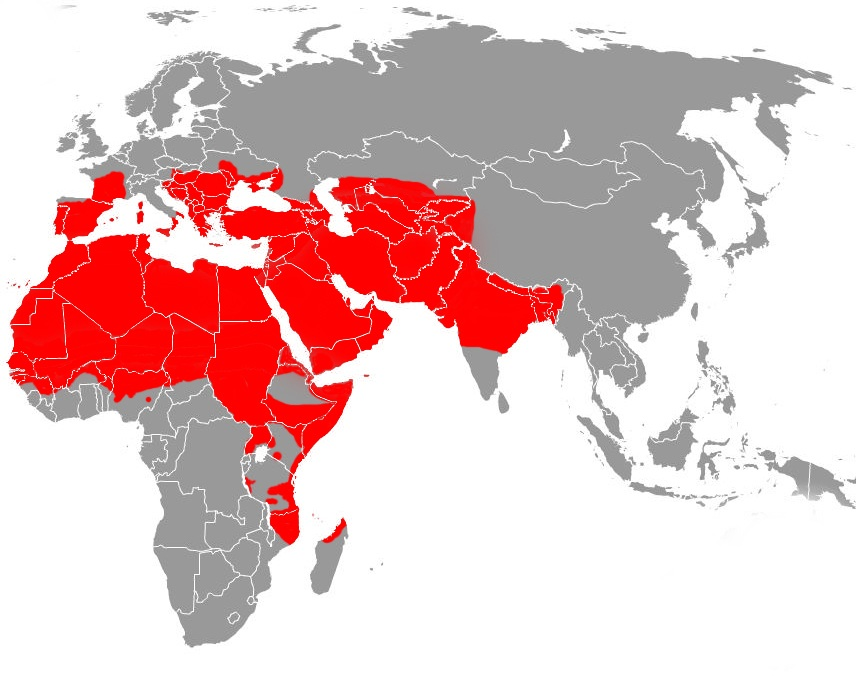
الامتداد الأقصى للدول الإسلامية على مرّ العصور

ٱلدَّوْلَةُ ٱلإِسْلَامِيّة أو دَوْلَةُ ٱلإِسْلَام هو اسم يطلق على الحقبة التاريخية للدول المتعاقبة التي كانت تحكم تحت مظلة الإسلام أو مسمّى الخلافة الإسلامية في فترة زمنية طويلة تغطي معظم العصور الوسيطة على مساحة جغرافية واسعة تمتد من حدود الصين في آسيا إلى غرب آسيا وشمال أفريقيا وصولاً إلى الأندلس. وبدأت منذ بداية الدعوة الإسلامية على يد النبي محمد بن عبد الله ثم تأسيس الدولة الإسلامية بالمدينة المنورة مرورًا بالدولة الأموية في دمشق التي امتدت من حدود الصين حتى جبال البرانس شمال الأندلس ثم الدولة العباسية، بما تضمنته هذه الدول الإسلامية من إمارات وسلطنات ودول مثل السلاجقة والبويهيين وفي المغرب الأدارسة والمرابطون ثم الموحدون وفي بلاد الشام الحمدانيون والزنكيون وغيرهم، أخيرًا في مصر الفاطميون وفي الشام ومصر مثل - الأيوبيون والمماليك ثم سيطرة الدولة العثمانية التي تعتبر آخر الإمبراطوريات التي كانت تحكم باسم الإسلام على امتداد رقعة جغرافية واسعة.

## التسلسل التاريخي

### الخلافة الراشدة
الخِلافةُ الرَّاشِدَة، أو الخِلافةُ الراشِدِيَّة، أو دولةُ الخُلَفاءُ الرَّاشِدين، هي أولى دُول الخِلافة الإسلاميَّة التي قامت عقِب وفاة الرسول مُحمَّد صلى الله عليه وسلم يوم الاثنين 12 ربيع الأوَّل سنة 11هـ، المُوافق فيه 7 يونيو سنة 632م، وكانت المدينة المنورة عاصمة لها وهي دولةُ الخِلافة الوحيدة التي لم يكن الحكم فيها وراثيًّا بل قائمٌ على الشورى، عكس دول الخِلافة التالية التي كان الحُكمُ فيها قائمٌ على التوارث.

### الدولة الأموية
الدولة الأموية أو الخِلافَةُ الأُمَوِيَّةُ أو دولة بني أمية (41 - 132 هـ / 662 - 750 م) هي ثاني خلافة في تاريخ الإسلام، وأكبر دولة في تاريخ الإسلام. كان بنو أمية أولى الأسر المسلمة[ ؟ ] الحاكمة، إذ حكموا من سنة 41 هـ (662 م) إلى 132 هـ (750 م)، وكانت عاصمة الدولة في مدينة دمشق. بلغت الدولة الأموية ذروة اتساعها في عهد الخليفة العاشر هشام بن عبد الملك، إذ امتدت حدودها من أطراف الصين شرقاً حتى جنوب فرنسا غرباً، وتمكنت من فتح إفريقية والمغرب والأندلس وجنوب الغال والسند[ ؟ ] وما وراء النهر.

### الدولة العباسية
الدَّولة العَبَّاسيَّة أو الخِلافة العَبَّاسيَّة أو العَبَّاسيَُون هو الاسم الذي يُطلق على ثالث خلافة إسلامية في التاريخ، وثاني السلالات الحاكمة العَربيَّة والإسلاميَّة، حيث استطاع العباسيون الهاشِميُّون أن يزيحوا بني أمية من اَلحُكُم ويتولَّو الخِلافة عام 750 على يد الخَليفة الأوَّل أبو اَلعَبَّاس اَلسَّفاح بعد أن انتصرت الثَّورة اَلعَبَّاسيَّة القادِمة من خُراسان وقاموا باجتثاث مُعظم الذُّكور البالِغين من بني أُميَّة لأسبابٍ كثيرة مِنها التأكد من عدَم مَحاولاتهم العَودة إلى الحُكُم وبسبب مقتل العديد من أبناءِ عُمومَتِهِم من أهل البَيت واستفراد بَني أُميَّة في الحُكُم كَما وَرَثت مُعظم الأراضي التي سيطَر عليها الأمَويُّون.
وقد شهد اَلعَصر اَلعَبَّاسيّ انفتاحاً عالمياً ونِهاية للتمييز الطَّبقيّ ضد غير العَرب وكذلك بِناء العاصمة العَبَّاسيَّة آنذاك بَغداد في عَهد الخليفة الثَّانيّ أبو جَعْفَر اَلمَنصور واستتباب الأمنِ في البِلاد وتَطوير ونَقَل حركَة التَّرجُمة العَربيَّة والعُلُوم واَلفُنون والاهتِمام بها فكانت تُمثل اَلعَصر اَلذَّهَبيّ في الإسلام وأشهر من اهتمَّ بذلك الخليفة عَبدُ الله اَلمأمون، وقد دامت الخِلافة العَبَّاسيَّة لأكثر من 508 عام فعليَّاً إلا أنها شهدت مراحِل من الضَّعف والإنحِسار بعد تسلُّط الجَنرالات الأتراك وفيما بَعد دخول البُويهيُّون ومن ثُم السّلاجِقة لسَنوات وعُقود طَويلة فخَرجت العَديد من الأقاليم واَلمناطِق بِسبب ذلِك، حتى استعاد الخليفة أحمَد النَّاصر لدين الله هيبةِ الخِلافة في حُدود العراق الحاليَّة وغرب بِلاد فارِس حتى سقطت بغداد على أيدي اَلمغول عام 1258، ثم بعد عدة سِنين يتَمكَّن العَبَّاسيُّون من إعادة مَنصب الخِلافة (بشكلٍ صُوريّ وبِدعم وتَشجيع من اَلمَماليك في مصر ليدعموا سُلطَتُهُم) وذلك منذ عام 1262 حتى 1517 م.

#### الدولة الأموية في الأندلس
الدولة الأموية في الأندلس إمارة عَربيَّة إسلاميَّة أسسها عبد الرحمن الداخل عام 138 هـ/756 م وذلِك بسبب سقوط الحُكم الأمَويّ في دِمشق وتولِّي اَلعَبَّاسيِّين للحُكم وتتبع مُعظم البالِغين من ذُكور بني أُمَيَّة، فاستطاع الدَّاخل أن يهرُب باتّجاه الأندلس ويتمكَّن من تأسيس إمارة أمَويَّة في الأندلس وأجزاء من شِمال إفريقيا ثم تحولت إلى خلافة بإعلان عبد الرحمن الناصر لدين الله نفسه في ذي الحجة 316 هـ/يناير 929م خليفة قرطبة بدلاً من لقبه السابق أمير قرطبة وهو اللقب الذي حمله الأمراء الأمويون منذ أن استقلّ عبد الرحمن الداخل بالأندلس.

#### الدولة الفاطمية
الدَّوْلَةُ الفَاطِمِيَّةُ أو الخِلَاْفَةُ الفَاطِمِيَّةُ أو الدَّوْلَةُ العُبَيْدِيَّةُ هي إحدى دُولُ الخِلافةُ الإسلاميَّة، والوحيدةُ بين دُولِ الخِلافةِ التي اتخذت من المذهب الشيعي (ضمن فرعه الإسماعيلي) مذهبًا رسميًّا لها. قامت هذه الدولة بعد أن نشط الدُعاة الإسماعيليّون في إذكاء الجذوة الحُسينيَّة ودعوة الناس إلى القتال باسم الإمام المهديّ المُنتظر، الذين تنبؤوا جميعًا بظُهوره في القريب العاجل، وذلك خلال العهد العبَّاسي فأصابوا بذلك نجاحًا في الأقاليم البعيدة عن مركز الحُكم خُصوصًا، بسبب مُطاردة العبَّاسيين لهم واضطهادهم في المشرق العربي، فانتقلوا إلى المغرب حيثُ تمكنوا من استقطاب الجماهير وسط قبيلة كتامة البربريَّة خصوصًا، وأعلنوا قيام الخِلافةِ بعد حين. شملت الدولة الفاطميَّة مناطق وأقاليم واسعة في شمال أفريقيا والشرق الأوسط، فامتدَّ نطاقها على طول الساحل المُتوسطيّ من المغرب إلى مصر، ثُمَّ توسَّع الخُلفاء الفاطميّون أكثر فضمّوا إلى مُمتلكاتهم جزيرة صقلية، والشَّام، والحجاز، فأضحت دولتهم أكبر دولةٍ استقلَّت عن الدولة العبَّاسيَّة، والمُنافس الرئيسيّ لها على زعامة الأراضي المُقدَّسة وزعامة المُسلمين.

#### الدولة الأيوبية
الأيوبيون أو  بنو أيوب هي أسرة مسلمة حكمت أجزاء واسعة من المشرق العربي خلال القرنين الثاني عشر والثالث عشر للميلاد، وقد تأسست الدولة الأيوبية على يد السلطان صلاح الدين الأيوبي في مصر ثم امتد حكم الدولة الأيوبية إلى الشام[ ؟ ] والحجاز وشمال العراق وديار بكر بجنوب تركيا، وإلى شرق ووسط وجنوب اليمن في القرنين الثاني عشر والثالث عشر الميلاديين.

#### الدولة المملوكية
المماليك هم سلالة من الجنود حكمت مصر والشام[ ؟ ] والعراق وأجزاء من الجزيرة العربية أكثر من قرنين ونصف القرن وبالتحديد من 1250 إلى 1517 م.تعود أصولهم إلى آسيا الوسطى.قبل أن يستقروا بمصر
و التي أسسوا بها دولتين متعاقبتين كانت عاصمتها هي القاهرة:
الأولى دولة المماليك البحرية، ومن أبرز سلاطينها عز الدين أيبك وقطز والظاهر بيبرس والمنصور قلاوون والناصر محمد بن قلاوون والأشرف صلاح الدين خليل الذي استعاد عكا وآخر معاقل الصليبيين في بلاد الشام، ثم تلتها مباشرة دولة المماليك البرجية بانقلاب عسكري قام به السلطان الشركسي برقوق الذي تصدى فيما بعد لتيمورلنك واستعاد ما احتله التتار في بلاد الشام والعراق ومنها بغداد. فبدأت دولة المماليك البرجية الذين عرف في عهدهم أقصى اتساع لدولة المماليك في القرن التاسع الهجري الخامس عشر الميلادي. وكان من أبرز سلاطينهم برقوق[ ؟ ] وابنه فرج[ ؟ ] وإينال والأشرف سيف الدين برسباي فاتح قبرص وقانصوه الغوري وطومان باي.

### الدولة العثمانية
الدَّوْلَةُ العُثمَانِيَّة (بالتركية العثمانية: دَوْلَتِ عَلِيّهٔ عُثمَانِیّه؛ بالتركية الحديثة: Yüce Osmanlı Devleti) أو الخِلَافَةُ العُثمَانِيَّة، هي إمبراطورية إسلامية أسسها عثمان الأول بن أرطغرل، واستمرت قائمة لما يقرب من 600 سنة، وبالتحديد من 27 يوليو 1299م حتى 29 أكتوبر 1923م.

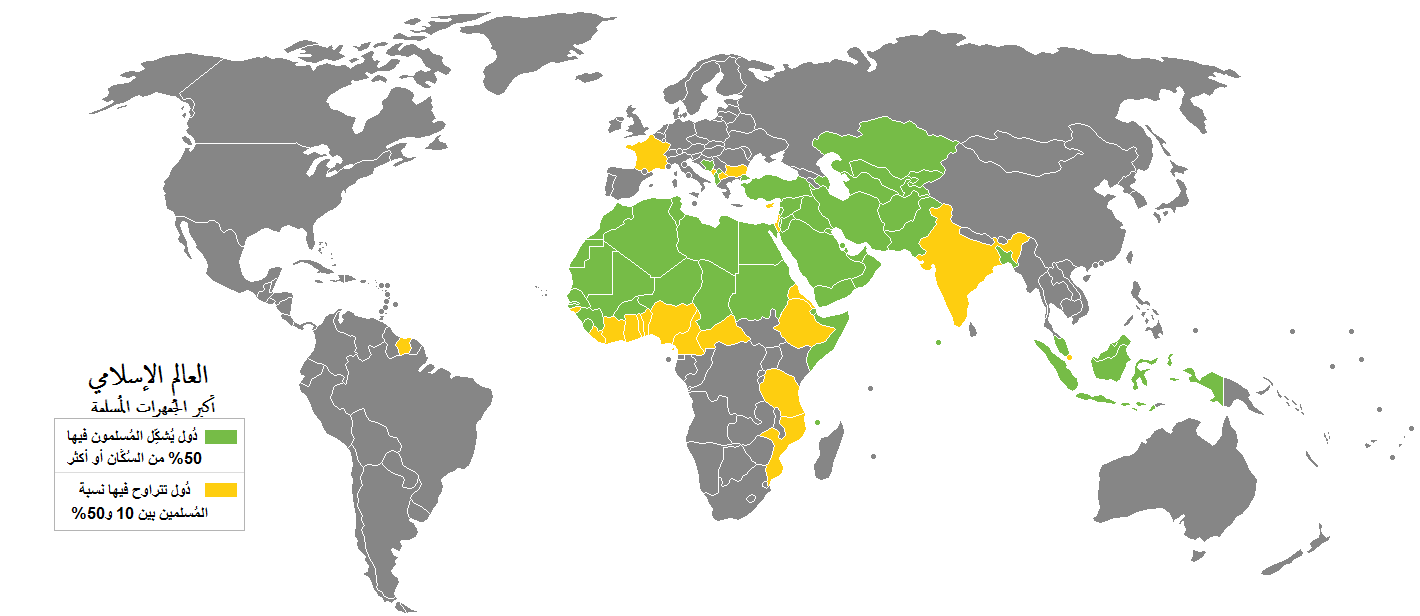
خريطة توضح امتداد العالم الإسلامي، بدأت الدعوة الإسلامية بمحمد وانتشرت لتعم كل هذة الجهات.

## مقالات ذات صلة
| - عالم إسلامي - الوطن العربي - العصر الذهبي للإسلام - خلافة إسلامية - الأندلس - إسلام حسب البلد - منظمة المؤتمر الإسلامي | - حضارة إسلامية - العلم في الإسلام - أصول الفقه الإسلامي - فقه إسلامي - اجتهاد إسلامي - حج (إسلام) - أدب إسلامي | - القضية الفلسطينية - تاريخ فلسطين - حريق المسجد الأقصى - حفريات المسجد الأقصى - البلقان - البوسنة والهرسك - الأكراد |

## وصلات خارجية
- أطلس التاريخ الإسلامي.
- موقع قصة الإسلام، د.راغب السرجاني.
- المكتبة الإسلامية - السيرة.
- البداية والنهاية - ابن كثير.
- الكامل في التاريخ .
- سير أعلام النبلاء.